# س. دين أندرسون
س. دين أندرسون (بالإنجليزية: C. Dean Andersson)‏ هو كاتب وموسيقي وكاتب تقني ومبرمج أمريكي، ولد في القرن العشرين في كانساس في الولايات المتحدة.

## وصلات خارجية
- الموقع الرسمي